# أوزي نيلسون
أوزي نيلسون (بالإنجليزية: Ozzie Nelson) (و. 1906 – 1975 م) هو مخرج أفلام، وقائد فرقة ‏، وعازف جاز، وممثل تلفزي، وعازف ساكسفون، وموزع (موسيقى)، وممثل أفلام، وكاتب سيناريو، ومنتج أفلام، وملحن أمريكي، ولد في جيرسي سيتي، يستخدم آلات ساكسفون، توفي في لوس أنجلوس، عن عمر يناهز 69 عاماً، بسبب سرطان الكبد.

## التعليم
تعلم في جامعة روتجرز، وتعلم في كلية روتجرز للحقوق - نيوآرك ‏
.

## وصلات خارجية
- أوزي نيلسون على موقع IMDb (الإنجليزية)
- أوزي نيلسون على موقع الموسوعة البريطانية (الإنجليزية)
- أوزي نيلسون على موقع ألو سيني (الفرنسية)
- أوزي نيلسون على موقع ميوزك برينز (الإنجليزية)
- أوزي نيلسون على موقع أول موفي (الإنجليزية)
- أوزي نيلسون على موقع قاعدة بيانات الأفلام السويدية (السويدية)
- أوزي نيلسون على موقع إن إن دي بي (الإنجليزية)
- أوزي نيلسون على موقع أول ميوزيك (الإنجليزية)
- أوزي نيلسون على موقع ديسكوغز (الإنجليزية)
- أوزي نيلسون على موقع قاعدة بيانات الفيلم (الإنجليزية)